# 長陽堂安知
長陽堂 安知（ちょうようどう あんち、生没年不詳）とは、江戸時代の浮世絵師。

## 来歴
懐月堂安度の門人。長陽堂、音雪、貞布舎、冬信と号す。「安知」の本来の読み方は不明で「やすとも」とも読める。安度の門人の中で唯一、画名に「安」の文字と「長陽堂」という堂号を用いていることから単なる弟子ではなく、安度の兄弟または子などの血縁者だったのではないかといわれている。ただし安知も他の安度の弟子たちと同様、自ら「懐月堂」を称した例は見当たらない。
作画期は宝永から延享の頃にかけてで、肉筆画のほか大判の墨摺絵（あるいは丹絵）8点の作が知られている。墨摺絵（丹絵）の版元は大伝馬町二丁目東横町の丸屋が6点、伊賀屋1点、未詳1点である。版画のときには「懐月末葉」と落款し、肉筆画では専ら長陽堂を称し「日本戯画」の落款を入れる。また俳諧もたしなみ、享保から延享にかけて江戸で出された句集に句と挿絵を音雪、貞布舎音雪、冬信の名で載せる。生没年は不明だが、延享3年（1746年）以降の句集にその名と絵が見出せないことから、延享3年からしばらくして死去した可能性が指摘されている。

## 作品

### 木版画
- 「あやめ模様衣裳の立美人」　大々判墨摺絵　シカゴ美術館所蔵　※「日本戯畫懐月末葉安知圖」の落款あり
- 「袱紗をたたむ遊女」（銀杏模様衣裳の立美人）　大々判墨摺絵　ボストン美術館所蔵　※「日本戯畫　懐月末葉安知圖」の落款あり
- 「文を読む遊女」　大々判墨摺絵　ボストン美術館所蔵　※「日本戯畫　懐月末葉安知圖」の落款あり
- 「猫と戯れる立美人」　大々判墨摺絵　ギメ美術館所蔵　※「日本戯畫　懐月末葉安知圖」の落款あり。斎藤月岑旧蔵品
- 「檜扇に蔦桜模様衣裳の立美人」　大々判墨摺絵　大英博物館所蔵　※丸屋版
- 「反故染模様衣裳の立美人」（文字模様衣裳の立美人）　大々判丹絵　シカゴ美術館所蔵　※「日本戯畫　懐月末葉安知圖」の落款あり
- 「立美人」　大々判丹絵　グラブホーン・コレクション　※「日本戯畫　懐月末葉安知圖之」の落款あり。『原色浮世絵大百科事典』第2巻は「柏の葉模様衣裳の立美人」とする。丸屋版

### 肉筆画
- 「遊女立姿図」　紙本着色　東京国立博物館所蔵　※「日本戯畫　長陽堂安知圖之」の落款、「戯畫安知」の朱文方円郭方印あり。宝永 - 正徳年間前期
- 「遊女立姿図」　紙本着色　東京国立博物館所蔵　※「日本戯畫　長陽堂安知圖之」の落款、「戯畫安知」の朱文方円郭方印あり
- 「見返り美人図」　紙本着色　出光美術館所蔵　※「日本戯畫　懐月堂末葉安知圖之」の落款、印文不詳の白文方印あり
- 「立美人図」　紙本着色　MOA美術館所蔵　※「日本戯畫　長陽堂安知圖之」の落款、「長陽堂安知」の白文方印あり
- 「立美人図」　絹本著色　ニュー・サウス・ウェールズ州立美術館所蔵
- 「桜模様衣裳の立美人」　紙本着色　ミネアポリス美術館所蔵
- 「縁台美人図」　紙本着色　ボストン美術館所蔵　※「日本戯畫　懐月堂末葉安知圖之」の落款あり
- 「遊女と客図」（恋三味線）　画巻　※「戯畫音雪安知圖之」の落款、「戯畫安知」の白文方郭内円印あり。麻布美術工芸館旧蔵